# 渋沢紀美
渋沢 紀美（しぶさわ のりよし、1927年〈昭和2年〉2月 -1928年〈昭和3年〉4月9日）は、子爵・渋沢敬三の次男。曽祖父は渋沢栄一、祖父は渋沢篤二。兄は現渋沢家当主の渋沢雅英。妹に佐々木紀子と生物学者の服部黎子。

## 略歴
1927年、子爵・渋沢栄一の嫡孫・渋沢敬三（後に子爵となる）と妻登喜子の次男として東京府に生まれる。「紀美」の名付け親は父の敬三であった。名前の由来は曾祖父・栄一の父・渋沢市郎右衛門の諱である「美雅」であった。1928年、流感のため満1歳2か月で死去した。
兄の渋沢雅英（渋沢家当主、渋沢栄一記念財団相談役）は、「紀美が死去したのは桜の季節（春）であったため、母である登喜子は晩年に至るまで『桜の花を見るとこの子を思い出す』と言っていた。」としている。

## 親族

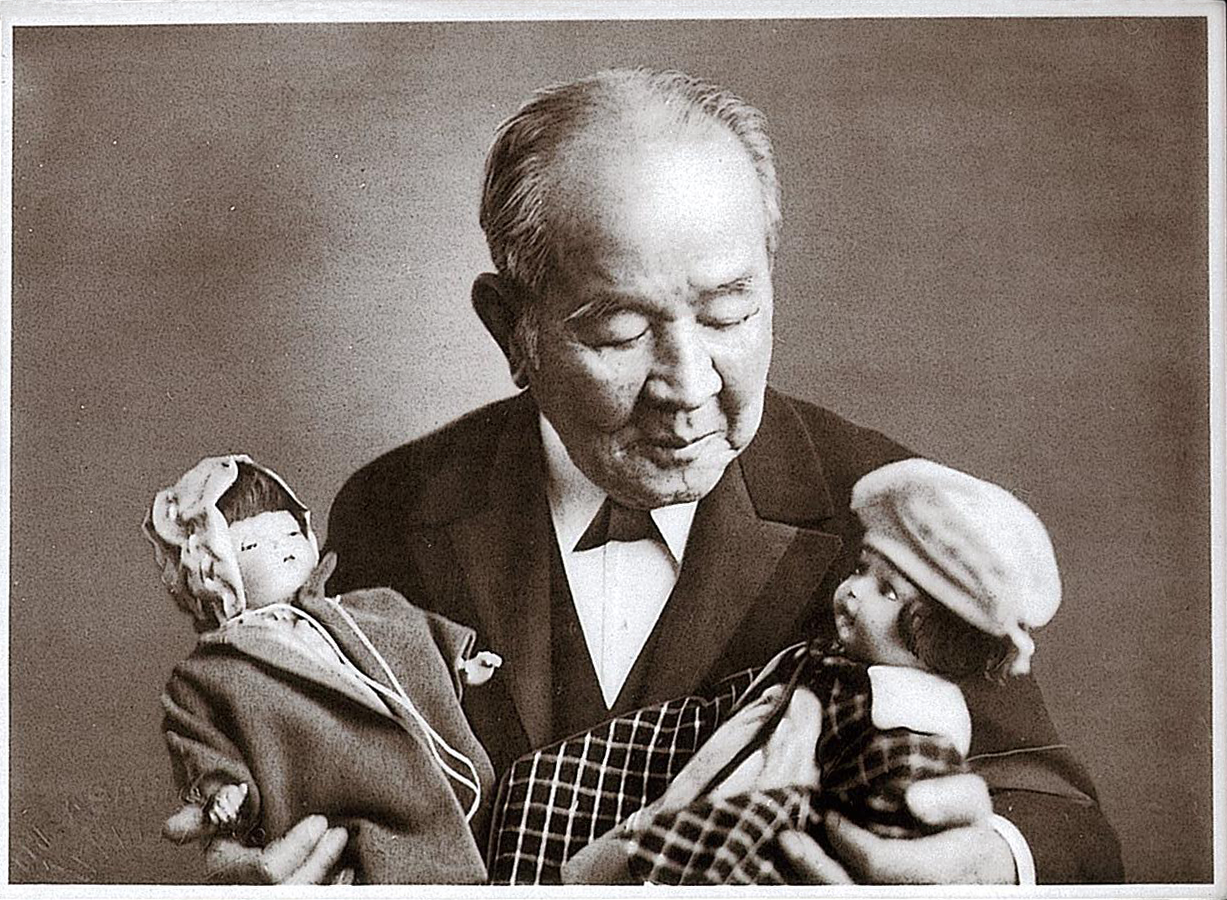
曾祖父の渋沢栄一。

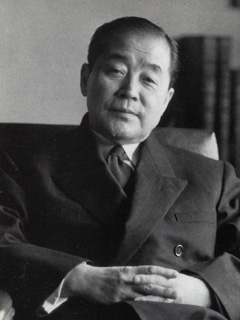
父の渋沢敬三。

- 曾祖父・栄一（1840年 - 1931年、子爵、第一銀行頭取、東京市養育院長） - 住所は東京市深川区福住町から、日本橋区兜町、東京府北豊島郡滝野川町西ケ原。
- 曾祖母・千代（1841年 - 1882年、尾高惇忠の妹、栄一の従妹）- 栄一の同郷の幼馴染み、祖父・篤二の実母。
- 祖母・敦子（1880年 - 1943年、伯爵・橋本実梁の娘で、橋本実頴の妹） - 夫篤二の廃嫡が正式に決まった直後に敬三ら3人の子供を連れて三田綱町の屋敷を出て、数年間にわたり本郷西方町、高輪車町、駒込神明町などの小さな借家を転々とする。
- 祖父・篤二
明治5年（1872年）生 - 1932年（昭和7年）10月没。
栄一・千代夫妻の長男。1913年に栄一の決定により篤二を廃嫡とし、篤二長男の敬三を嫡孫とした。
- 父・敬三（1896年 - 1963年、子爵、渋沢同族社長。澁澤倉庫取締役、第一銀行副頭取、日本銀行総裁、大蔵大臣） - 東京市深川福住町生まれ。
- 叔父・信雄（1898年 - 1967年、福本書院、独逸書輸入書籍商、澁澤倉庫監査役）- 東京市深川福住町生まれ。
- 叔父・智雄（1901年 - 1947年、澁澤倉庫常務取締役）- 東京市深川福住町生まれ。